# Farges-en-Septaine
Farges-en-Septaine is een gemeente in het Franse departement Cher (regio Centre-Val de Loire) en telt 737 inwoners (1999). De plaats maakt deel uit van het arrondissement Bourges.
In de gemeente ligt de Base aérienne 702 Georges Madon, een grote luchtmachtbasis. In 1872 werd hier een militaire basis geopend. In 1912 kwam hier een vliegveld en een pilotenschool. Tijdens de Tweede Wereldoorlog namen de Duitsers de luchtmachtbasis in gebruik. Deze vormde het doelwit van geallieerde bombardementen in 1944.

## Geografie
De oppervlakte van Farges-en-Septaine bedraagt 24,7 km², de bevolkingsdichtheid is 29,8 inwoners per km².
De onderstaande kaart toont de ligging van Farges-en-Septaine met de belangrijkste infrastructuur en aangrenzende gemeenten.

## Demografie
Onderstaande figuur toont het verloop van het inwonertal (bron: INSEE-tellingen).